# Mantophasmatidae
Mantophasmatidae är en familj av insekter. Mantophasmatidae ingår i ordningen Mantophasmatodea, klassen egentliga insekter, fylumet leddjur och riket djur. Enligt Catalogue of Life omfattar familjen Mantophasmatidae 3 arter. 
Kladogram enligt Catalogue of Life:
| Mantophasmatidae | \| \| Mantophasma \| \| \| \| \| \| Sclerophasma \| \| \| \| \| \| Tyrannophasma \| \| \| \| |
|                  | \| \| Mantophasma \| \| \| \| \| \| Sclerophasma \| \| \| \| \| \| Tyrannophasma \| \| \| \| |
|                  | Adicophasma                                                                                  |
|                  |                                                                                              |
|                  | Austrophasmatidae                                                                            |
|                  |                                                                                              |
|                  | Praedatophasma                                                                               |
|                  |                                                                                              |
|                  | Raptophasma                                                                                  |
|                  |                                                                                              |
|                  | Tanzaniophasmatidae                                                                          |
|                  |                                                                                              |
|                  | Mantophasma                                                                                  |
|                  |                                                                                              |
|                  | Sclerophasma                                                                                 |
|                  |                                                                                              |
|                  | Tyrannophasma                                                                                |
|                  |                                                                                              |

|  | Mantophasma   |
|  |               |
|  | Sclerophasma  |
|  |               |
|  | Tyrannophasma |
|  |               |

## Bildgalleri

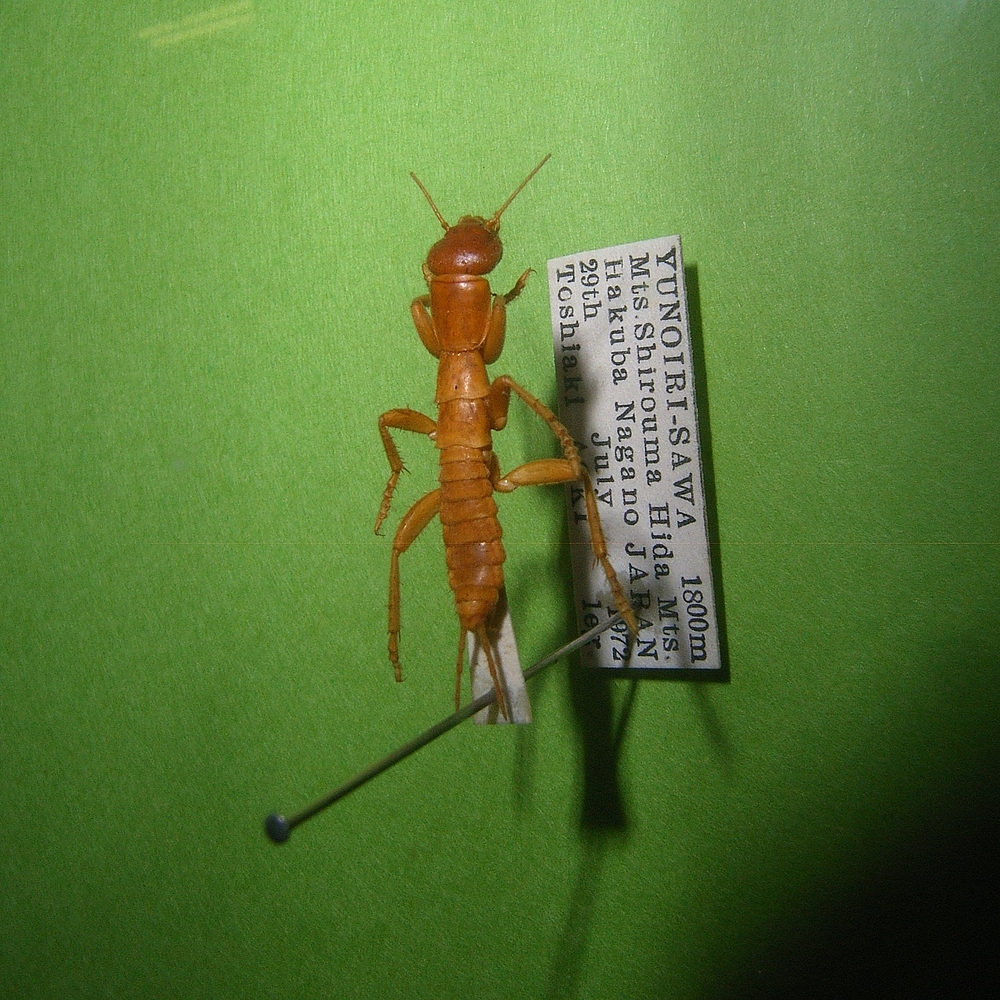
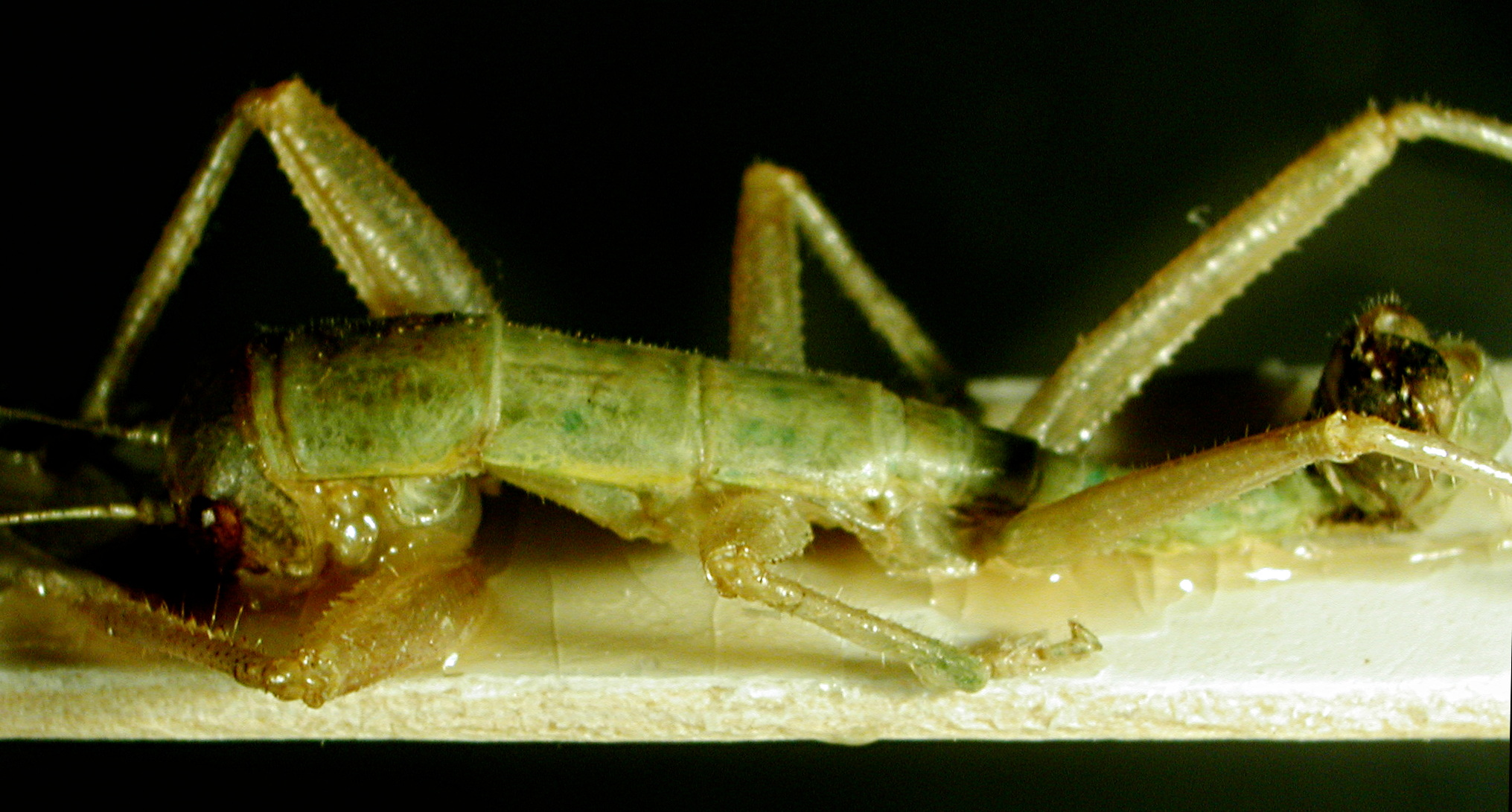